# Oud Valkeveen
Oud Valkeveen is een speelpark in Naarden in de Nederlandse gemeente Gooise Meren in de provincie Noord-Holland. Het park is gevestigd in de buurtschap Valkeveen, die op de uiterste noordpunt van de Utrechtse Heuvelrug is gelegen.

## Geschiedenis
Het landgoed waarop Oud Valkeveen is gevestigd, stond vroeger bekend als 'Oud Naarden' en was eigendom van een rijke Amsterdammer die dit aankocht en er een boerderij liet bouwen die de naam Valkeveen kreeg. Na 1880 ontstond er een stoomtramverbinding tussen Amsterdam en het Gooi. Veel mensen maakten per tram een uitje naar het landgoed aangezien er een mooi strand aan de Zuiderzee aanwezig was. De eigenaren van de boerderij op het landgoed zijn toen om de bezoekers van een natje en een droogje te voorzien een pannenkoekenboerderij begonnen in de boerderij.
In 1930 werd naast het pannenkoekenhuis een speeltuin aangelegd. Ook werden er activiteiten georganiseerd en paardenraces gehouden. In 1980 vestigde de bekende circusdirecteur Toni Boltini zich in Naarden als eigenaar/exploitant van het park. Sinds 2002 is het speelpark eigendom van de Nedstede Group. De onderneming trekt jaarlijks zo'n 220.000 bezoekers.

## Het park
Op het parkterrein zijn naast een speeltuin met grasveld en een strand aan het Gooimeer ook diverse mechanische attracties (onder andere botsauto's, een achtbaan en boemeltreintje). Ook zijn er zandbakken, ballenbaden, speeltoestellen en trampolines. In de loop der jaren is het uitgebreid met een indoorspeelhal, een restaurant, een nieuwe kabelbaan en een vuurtoren met glijbaan en uitzicht over het Gooimeer. Er kan gewaterfietst worden in de vijver. Het park is toegankelijk voor rolstoelgebruikers. Honden worden niet toegelaten.

### Attracties
- Draaimolen
- Reuze Zweefmolen "De Zwierezwaai"
- Vliegende Valk
- Schommelschip "De Flying Ace"
- Bijenmolen
- Vrije Val "De Ooigevaar"
- Botsauto's
- Waterfietsen
- Doolhof
- Drakenbaan
- Boemeltrein
- (W)onderwaterwereld
- De Klimvulkaan
- Goudmijn
- Incatempel
- Oldtimerbaan
- Trampolines
- Circustent
- Piratika-eiland
- Kabelbaan
- Luchttrampoline (grote trampoline op het strand van Oud Valkeveen)
- Luchtkussens (hindernisbaan, klimpiramide en springkasteel)
- Filmtheater
- Megaglijbaan
- Dolle Dierenbaan (in jargon de Ponytrek)
- Vallende Schuit
- Speeltuin Waterplezier
- Speeltuin naast snackbar
- Speeltuin Rapunzel
- Speelschip Santa Maria
- Speeltuin Galaxy
- Speelplek Okki
- Oud Valkeveen strand (grenzend aan het Gooimeer)
- Eagle Tower
- Vuurtoren
- Buitentheater (binnentheater hoort bij restaurant)
- Miniland
- Buikschuifbaan (in de zomer)

### Shows en amusement
Oud Valkeveen biedt shows aan. Ze worden gegeven in het binnen- en het buitentheater. Bij de ingang worden bezoekers begroet met amusement. In de jaren 2020 en 2021 waren er geen shows vanwege de coronapandemie. De shows gaan over de avonturen van de twee mascottes van het park, Stronkeltje en Fonkeltje. 
Op het YouTube-kanaal van Oud Valkeveen zijn avonturen te vinden van Stronkeltje en Fonkeltje. Hier speelt naast deze twee ook Robin een hoofdrol in kleine video's.

### Eet- en drinkgelegenheden
Er zijn verschillende eet- en drinkgelegenheden in het park. Er is een snackbar en een restaurant. In de zomer is er ijs- en frisdrankverkoop op het park.
Het pannenkoekenhuis naast het park is in 2021 aangekocht door de eigenaar van Oud Valkeveen.